# Hermann Zangemeister
Hermann Zangemeister (* 17. November 1874 in Turn-Severin; † 2. Oktober 1937 in Berlin) war ein deutscher Bauingenieur und Politiker der DNVP.

## Leben
Hermann Zangemeister war Sohn des Berliner Bauingenieurs Wilhelm Zangemeister und dessen Ehefrau Martha geb. Oldenburg. Zangemeister wurde während der beruflichen Tätigkeit des Vaters in Rumänien geboren.
An der Technischen Hochschule Charlottenburg wurde Zangemeister zum Bauingenieur ausgebildet. Im Dezember 1901 hat er die erste Hauptprüfung für das Ingenieurbaufach und im Februar 1905 die zweite Hauptprüfung für das Wasser- und Straßenbaufach bestanden. Anschließend absolvierte er eine Zusatzausbildung zum Regierungsbauführer. 1902 trat er in den Staatsdienst ein und arbeitete u. a. in einem Meliorationsbauamt in Magdeburg und bei der Rheinischen Provinzialverwaltung in Düsseldorf, zwischenzeitlich wohl aber auch in Königsberg i. Pr. Ende 1905 wurde er auf eigenen Wunsch aus dem Staatsdienst entlassen.
Zangemeisters Ernennung zum „Regierungsbaumeister im Wasser- und Straßenbaufach“ erfolgte im Frühjahr 1905.
Ab 15. November 1906 arbeitete Zangemeister für die Stadt Charlottenburg. Eingestellt wurde er als Stadtbauingenieur und übernahm die Leitung des Brückenneubau-Bureaus. 1911 stieg er zum Magistratsbaurat auf.
1920 übernahm Zangemeister die Leitung des Bauamtes der städtischen Nordsüdbahn. Mit Umwandlung der Nordsüdbahn in eine AG im Jahr 1922 wurde Zangemeister eines der Vorstandsmitglieder. Er blieb bis zur Liquidierung der Gesellschaft 1931.
Hermann Zangemeister war Mitglied der Deutschnationalen Volkspartei (DNVP). Vom 6. Oktober 1927 bis 1930 gehörte er als Stadtrat dem Berliner Magistrat an. Er war am Rande in den Sklarek-Skandal verwickelt, da er von Max Sklarek eine Spende von 6000 Reichsmark für den Wahlfonds der DNVP erbeten und erhalten hatte.
Ebenfalls 1927 wurde Zangemeister in den Vorstand der Hochbahngesellschaft berufen. 1927/28 ließ sich Zangemeister von Alfred Grenander, dem Hausarchitekten der Hochbahngesellschaft, ein Haus in Berlin-Westend errichten, das heute unter Denkmalschutz steht. Mit Gründung der Berliner Verkehrs-Betriebe am 10. Dezember 1928 wurde Zangemeister einer von fünf Vorständen der Gesellschaft. Ab 1930 war er einer von vier Vorständen, ab 1932 einer von dreien und ab Juni 1933 einer von nur noch zweien. Ende 1933 wurde dann aber auch im Rahmen des Umbaus der BVG zu einem nationalsozialistischen Musterbetrieb Zangemeister entlassen – NSDAP-Staatskommissar Julius Lippert hielt ihn für ungeeignet.
Hermann Zangemeister wurde 62 Jahre alt. Seine sterblichen Überreste wurde auf dem Friedhof Heerstraße beigesetzt.

## Veröffentlichungen
- Die unterirdischen Bedürfnisanstalten in Charlottenburg. In: Zentralblatt der Bauverwaltung. Nr. 3, 1911, S. 12–15 (zlb.de).
- Der Neubau der Röntgenbrücke in Berlin-Charlottenburg. In: Zeitschrift für Bauwesen. Nr. 7, 1911, Sp. 411–450 (zlb.de).
- Die Herstellung der Unterführung Windscheid-Straße unter dem Bahnhof Charlottenburg. In: Deutsche Bauzeitung, 1914, 48. Jahrgang, Nr. 69 und 70, S. 644–646 und 651–653.
- Die Berliner Nordsüdbahn. In: Verkehrstechnik, 20. Juni 1924, 5. Jahrgang, Heft 25, S. 251–260.
- Der Kreuzungsbahnhof Hermannplatz der Berliner Nordsüdbahn. In: Verkehrstechnik, 3. Juni 1927, 8. Jahrgang, Heft 22, S. 341–349.
- Die neuen Berliner Schnellbahnen im Lichte der Tarifvereinheitlichung. In: Verkehrstechnische Woche, 1927, Nr. 21, S. 246–247.
- gemeinsam mit Ernst Reuter und Johannes Bousset: Denkschrift über das künftige Berliner Schnellbahnnetz. Berlin 1929.

## Belege
1. ↑  Standesamt Schöneberg I (Hrsg.): Heiratsurkunde Zangemeister, Stolpe. Nr. 120, 1920.
2. 1 2 3 4  Vor die Tür gesetzt / Im Nationalsozialismus verfolgte Berliner Stadtverordnete und Magistratsmitglieder 1933–1945. Verein Aktives Museum (Hrsg.), Berlin 2006, ISBN 3-00-018931-9, S. 385.
3. 1 2 3  Drucksache Nr. 161 / Vorlage betr. Anstellung eines städtischen Beamten auf Lebenszeit (Stadtbauingenieur). In: Vorlagen für die Stadtverordneten-Versammlung zu Charlottenburg, 1907, S. 239 f.
4. ↑  Vermischtes. In: Zentralblatt der Bauverwaltung. Nr. 19, 1904, S. 123 (zlb.de).
5. ↑  Amtliche Mitteilungen. In: Zentralblatt der Bauverwaltung. Nr. 5, 1906, S. 26 (zlb.de).
6. ↑  Amtliche Mitteilungen. In: Zentralblatt der Bauverwaltung. Nr. 21, 1905, S. 133 (zlb.de).
7. ↑  Oberbaurat i. R. Hermann Zangemeister †. In: Verkehrstechnik, 18. Jg., Heft 20 (20. Oktober 1937), S. 493.
8. ↑  Berliner Börsen-Zeitung, Abendausgabe. In: Deutsches Zeitungsportal. 29. Juni 1922, abgerufen am 15. November 2021.
9. ↑  Einführung des Stadtrats Zangemeister. In: Amtlicher stenographischer Bericht über die Sitzung der Berliner Stadtverordnetenversammlung am 6. Oktober 1927, S. 645.
10. ↑  Die Sklareks und die Zangemeisters. In: Moritz Goldstein: »Künden, was geschieht …« / Berlin der Weimarer Republik / Feuilletons, Reportagen und Gerichtsbericht. De Gruyter, Berlin 2012, ISBN 978-3-11-027440-0, S. 463 f. (books.google.de)
11. ↑  Berliner Börsen-Zeitung, Abendausgabe. In: Deutsches Zeitungsportal. 17. Mai 1927, abgerufen am 15. November 2021.
12. ↑  Eintrag 09096337 in der Berliner Landesdenkmalliste

| Personendaten    | Personendaten                        |
| ---------------- | ------------------------------------ |
| NAME             | Zangemeister, Hermann                |
| KURZBESCHREIBUNG | deutscher Bauingenieur und Politiker |
| GEBURTSDATUM     | 17. November 1874                    |
| GEBURTSORT       | Turn-Severin                         |
| STERBEDATUM      | 2. Oktober 1937                      |
| STERBEORT        | Berlin                               |